# Đông Hương, Lâm Hạ
Huyện tự trị dân tộc Đông Hương (chữ Hán phồn thể:東鄉族自治縣, chữ Hán giản thể: 东乡族自治县, tiếng Đông Hương: Dunxianzu Zizhixien) là một huyện tự trị thuộc châu tự trị dân tộc Hồi Lâm Hạ, tỉnh Cam Túc, Cộng hòa Nhân dân Trung Hoa. Huyện này có diện tích 1467 km², dân số năm 2004 là 270.000 người, mã số bưu chính là 731400. Huyện lỵ đóng ở trấn Tỏa Nam Bá. Huyện này là nơi sinh sống của hơn ½ dân số người Đông Hương tại Trung Quốc.

## Hành chính
Về mặt hành chính, huyện được chia thành 1 trấn, 24 hương.
- Trấn: Tỏa Nam Bá.
- Hương: Xuân Đài, Liễu Thụ, 塬, Hà Than, Bình Trang, Hòa, Quan Bốc, Nạp Lặc Tự, Triệu Gia, Ngũ Gia, Quả Viên, Miễn Cổ Trì, Duyên Lĩnh, Uông Tập, Phong Sơn, Xa Gia Loan, Cao Sơn, Đạt Bản, Đường Uông, Đại Thụ, Bắc Lĩnh, Long Tuyền, Khảo Lặc và Đổng Lĩnh.

## Khí hậu
| Dữ liệu khí hậu của Đông Hương           | Dữ liệu khí hậu của Đông Hương | Dữ liệu khí hậu của Đông Hương | Dữ liệu khí hậu của Đông Hương | Dữ liệu khí hậu của Đông Hương | Dữ liệu khí hậu của Đông Hương | Dữ liệu khí hậu của Đông Hương | Dữ liệu khí hậu của Đông Hương | Dữ liệu khí hậu của Đông Hương | Dữ liệu khí hậu của Đông Hương | Dữ liệu khí hậu của Đông Hương | Dữ liệu khí hậu của Đông Hương | Dữ liệu khí hậu của Đông Hương | Dữ liệu khí hậu của Đông Hương |
| Tháng                                    | 1                              | 2                              | 3                              | 4                              | 5                              | 6                              | 7                              | 8                              | 9                              | 10                             | 11                             | 12                             | Năm                            |
| ---------------------------------------- | ------------------------------ | ------------------------------ | ------------------------------ | ------------------------------ | ------------------------------ | ------------------------------ | ------------------------------ | ------------------------------ | ------------------------------ | ------------------------------ | ------------------------------ | ------------------------------ | ------------------------------ |
| Cao kỉ lục °C (°F)                       | 12.7 (54.9)                    | 18.9 (66.0)                    | 24.4 (75.9)                    | 27.4 (81.3)                    | 27.8 (82.0)                    | 29.2 (84.6)                    | 33.5 (92.3)                    | 31.1 (88.0)                    | 27.5 (81.5)                    | 22.0 (71.6)                    | 16.9 (62.4)                    | 13.2 (55.8)                    | 33.5 (92.3)                    |
| Trung bình ngày tối đa °C (°F)           | −1.0 (30.2)                    | 2.3 (36.1)                     | 7.7 (45.9)                     | 13.9 (57.0)                    | 17.7 (63.9)                    | 20.9 (69.6)                    | 22.6 (72.7)                    | 21.5 (70.7)                    | 16.6 (61.9)                    | 11.3 (52.3)                    | 6.0 (42.8)                     | 0.6 (33.1)                     | 11.7 (53.0)                    |
| Trung bình ngày °C (°F)                  | −6.5 (20.3)                    | −3.5 (25.7)                    | 1.6 (34.9)                     | 7.4 (45.3)                     | 11.4 (52.5)                    | 15.0 (59.0)                    | 16.9 (62.4)                    | 15.9 (60.6)                    | 11.6 (52.9)                    | 6.2 (43.2)                     | 0.6 (33.1)                     | −4.7 (23.5)                    | 6.0 (42.8)                     |
| Tối thiểu trung bình ngày °C (°F)        | −10.1 (13.8)                   | −7.3 (18.9)                    | −2.5 (27.5)                    | 2.8 (37.0)                     | 6.9 (44.4)                     | 10.8 (51.4)                    | 12.8 (55.0)                    | 12.1 (53.8)                    | 8.2 (46.8)                     | 2.8 (37.0)                     | −3.1 (26.4)                    | −8.4 (16.9)                    | 2.1 (35.7)                     |
| Thấp kỉ lục °C (°F)                      | −20.9 (−5.6)                   | −18.8 (−1.8)                   | −16.3 (2.7)                    | −10.1 (13.8)                   | −6.4 (20.5)                    | 2.0 (35.6)                     | 6.4 (43.5)                     | 4.7 (40.5)                     | −0.6 (30.9)                    | −12.8 (9.0)                    | −16.5 (2.3)                    | −22.5 (−8.5)                   | −22.5 (−8.5)                   |
| Lượng Giáng thủy trung bình mm (inches)  | 5.8 (0.23)                     | 8.6 (0.34)                     | 17.2 (0.68)                    | 30.0 (1.18)                    | 63.1 (2.48)                    | 70.2 (2.76)                    | 105.6 (4.16)                   | 109.3 (4.30)                   | 72.5 (2.85)                    | 38.6 (1.52)                    | 8.4 (0.33)                     | 3.2 (0.13)                     | 532.5 (20.96)                  |
| Số ngày giáng thủy trung bình (≥ 0.1 mm) | 5.8                            | 6.2                            | 8.2                            | 8.2                            | 11.3                           | 13.7                           | 14.6                           | 14.0                           | 14.0                           | 9.9                            | 4.9                            | 3.6                            | 114.4                          |
| Số ngày tuyết rơi trung bình             | 8.3                            | 8.1                            | 10.1                           | 5.8                            | 1.4                            | 0                              | 0                              | 0                              | 0.1                            | 3.9                            | 6.1                            | 5.5                            | 49.3                           |
| Độ ẩm tương đối trung bình (%)           | 54                             | 55                             | 53                             | 52                             | 57                             | 63                             | 70                             | 73                             | 77                             | 72                             | 58                             | 52                             | 61                             |
| Số giờ nắng trung bình tháng             | 202.3                          | 189.6                          | 211.8                          | 226.6                          | 238.6                          | 230.0                          | 236.6                          | 218.4                          | 164.9                          | 184.7                          | 203.2                          | 212.7                          | 2.519,4                        |
| Phần trăm nắng có thể                    | 65                             | 61                             | 57                             | 57                             | 55                             | 53                             | 54                             | 53                             | 45                             | 54                             | 67                             | 71                             | 58                             |
| Nguồn: Cục Khí tượng Trung Quốc          |                                |                                |                                |                                |                                |                                |                                |                                |                                |                                |                                |                                |                                |

## Văn hóa
Huyện Đông Hương là nơi ra đời và trung tâm của văn hóa dân tộc Đông Hương. Món ăn đặc sản ở đây bao gồm Pinghuo, một món thịt cừu hấp.